# Kim Yaroshevskaya
Kim Yaroshevskaya (russisch: Ким Ярошевская) (* 1. Oktober 1923 in Moskau; † 12. Januar 2025 in Montreal) war eine kanadische Schauspielerin, Autorin und Drehbuchautorin russischer Herkunft.

## Leben
Kim Yaroshevskaya emigrierte im Alter von zehn Jahren nach Québec.
In den 1950er Jahren war sie Mitglied einer Theater-Gruppe (The Attic Theatre), wo sie den Charakter der Puppe Fanfreluche verkörperte. Sie hatte Auftritte in Radio-Canada und war 15 Jahre lang bei den Sendungen Fafouin, The Box und Fanfreluche.
Zwischen 1968 und 1971 schrieb und interpretierte Kim Yaroshevskaya alle Folgen von Fanfreluche, die es ebenso wie ihre Auftritte in  Passe-Partout (1977 bis 1987) landesweit bekannt machte.
Als Theaterschauspielerin bekam sie die wichtigsten Rollen in ca. 50 Vorführungen in Montreal.
Außerdem trat sie in mehreren anderen TV-Produktionen auf, darunter in der englisch-kanadischen Serie Home Fires (1980) und Anouchka (1984). Sie war danach noch in den Filmen Ent'Cadieux (1993–1999) und Der Feind meines Feindes (2001–2002) zu sehen.
1998 veröffentlichte sie das Kinderbuch La petite Kim, das im Jahr darauf auch als englischsprachige Ausgabe bei Douglas & McIntyre erschien.

## Auszeichnungen
- Order of Canada

## Filmografie
- 1954–1955: Fafouin (Fernsehserie)
- 1956: Owata
- 1956–1967: La Boîte à Surprise (Fernsehserie)
- 1968–1971: Fanfreluche (Fernsehserie)
- 1977–1987: Passe-Partout (Fernsehserie)
- 1980: Le Château de cartes
- 1986: Sonia
- 1986: Henribritischer
- 1986: Anne Trister
- 1987: Juste un enfant
- 1987: Charles et François (voix)
- 1988: À corps perdu
- 1989–1992: Robin et Stella (Fernsehserie)
- 1989: La Lettre d’amour (voix)
- 1990: Simon les nuages
- 1990: Rafales
- 1990: Manuel, le fils emprunté
- 1992: Coup de chance (TV)
- 1993: Das Geschlecht der Sterne (Le Sexe des étoiles)
- 1993–1999: Ent’Cadieux (Fernsehserie)
- 1997: Maddy tanzt auf dem Mond (Dancing on the Moon)
- 2001–2002: Mon meilleur ennemi (Fernsehserie)
- 2003: Au Pays de Fanfreluche Documentaire sur sa vie et sa carrière

## Publikationen
- Kim Yaroshevskaya, Luc Melanson (Ill.): Little Kim's Doll. Douglas & McIntyre, Toronto 1999, ISBN 0-8889-9353-6.

## Einzelnachweis
1. ↑  L'interprète de Fanfreluche, Kim Yaroshevskaya, décède à l'âge de 101 ans. In: msn.com. 12. Januar 2025, abgerufen am 12. Januar 2025.